# Until the End of the World
"Until the End of the World" é uma canção da banda de rock irlandesa U2, sendo a quarta faixa do álbum Achtung Baby (1991). A canção iniciou como um riff de guitarra, a partir de um demo composto por Bono, em que a banda revisou com sucesso depois de falar com o cineasta alemão Wim Wenders, sobre o fornecimento da canção para o filme Until the End of the World (1991). A letra da canção descreve uma conversa fictícia entre Jesus Cristo e Judas Iscariotes. O primeiro verso, discute a Última Ceia; o segundo verso, fala sobre Judas identificando Jesus, com um beijo no rosto, no Jardim do Getsêmani; o final, é cerca do suicídio de Judas, depois de ser dominado pela culpa e tristeza.

## Escrita, gravação e produção

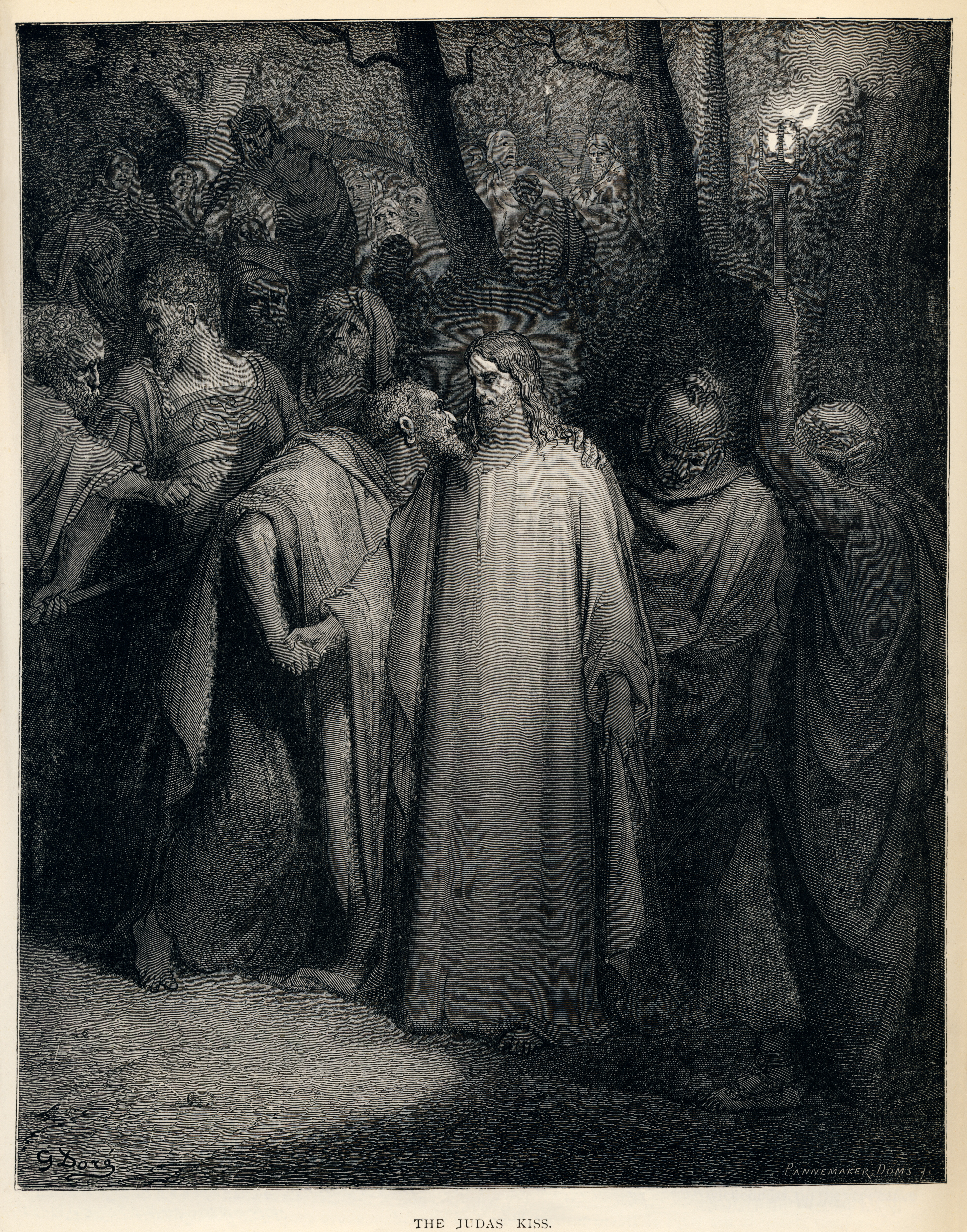
A letra da canção descreve a traição de Judas a Jesus Cristo, representado em "O Beijo de Judas" (1986), por Gustave Doré.

"Until the End of the World" originou-se a partir de um riff que o vocalista Bono compôs em uma demonstração chamada "Fat Boy", que a banda gravou no STS Studios em 1990, antes das sessões do álbum Achtung Baby. Embora o guitarrista The Edge gostasse do riff, a banda não estava tendo muito sucesso com o demo durante as sessões de Achtung Baby. Depois que a banda se reuniu com o cineasta alemão Wim Wenders, que estava à procura de uma canção para usar em seu filme Until the End of the World (1991), The Edge se inspirou para revisar o demo "Fat Boy". Em Dublin, The Edge usou o riff para montar uma faixa de apoio com o baixista Adam Clayton e o baterista Larry Mullen Jr., enquanto o vocalista Bono, contribuía com outras ideias. Com a composição animada da banda, decidiram incluí-la na álbum. Disseram a Wenders: "Você pode tê-lo, mas nós queremos ele também", ao mesmo tempo, informando-lhe que eles estavam usando o título do filme para a música.
Bono escreveu a letra de forma relativamente rápida na casa do pai da advocacia em Wexford, tendo acordado com a ideia de uma conversa entre Jesus Cristo e Judas Iscariotes. Bono não se sentia confortável, tentando encontrar uma chave especial para cantar, como ele comentou que canta na maioria das músicas: "um pouco alto demais ou um pouco baixo demais". Consequentemente a melodia ficou confortável, cantando em forma de conversação. Ler poesias de John Keats, Percy Bysshe Shelley e George Gordon Byron, inspirando Bono a introduzir o tema da tentação em suas letras.
A banda e a equipe de produção teve de gastar um grande esforço para finalizar a canção. A banda adicionou vários overdubs durante as sessões de gravação, incluindo o loop da percussão por Mullen, assim como um som de guitarra arrebatedora, criado pelo engenheiro Flood, que parecia que ia "entre as colunas". O produtor Daniel Lanois, desde a percussão adicional para a canção, ouvindo tocar congas durante a introdução da música. Em um ponto, auxiliando o produtor Brian Eno, acreditava que as adições haviam impactado negativamente a faixa. Eno, que ocasionalmente visitara o estúdio e o material de revisão para um curto período de tempo antes de sair, acreditava que sua distância do álbum permitiu-lhe oferecer uma nova perspectiva. Ele explicou sua assistência: "Eu vou entrar e dizer: A música foi, tudo o que você gostou desta canção não está mais lá. Às vezes, por exemplo, a canção teria desaparecido sob camadas de overdubs". Eno ajudou o grupo na remoção de alguns destes overdubs.

## Composição e tema
De acordo com as partituras da Hal Leonard Corporation's, publicadas na Musicnotes.com, "Until the End of the World" é tocado em um andamento de 101 batidas por minuto em um compasso de 4/4. A chave básica é Mi maior.
David Werther, um associado da faculdade de Filosofia na Universidade do Wisconsin-Madison, comparou "Until the End of the World" com a canção de 1987 da banda, "Exit", em uma análise da música pode desempenhar no catarse. Ele observou que ambos eram canções poderosas, mas que, enquanto "Until the End of the World" permitiu a possibilidade de purificação, descrevendo como a purificação da alma "através de piedade e medo", colocando o ouvinte na posição de Judas Iscariotes. "Exit" foi um exemplo de purgação, uma libertação de excesso de piedade e medo. Werther notou que "'Exit' evoca sentimentos de medo, medo de perder o controle, indo para um do lado obscuro, talvez até mesmo tirando a vida de alguém", contrastando-a com as "ondas do pesar", vividos por Judas.

## Recepção
Após o lançamento de Achtung Baby (1991), muitos críticos elogiaram "Until the End of the World". Steve Morse, da The Boston Globe pensou que era a melhor música do álbum, chamando-a de "rock furioso" com "graves ardentes" por Clayton. Morse interpreta algumas das letras de forma diferente do que a intenção original da música, observando que os versos We ate the food, We drank the wine, Everybody having a good time, Except you, You were talking about the end of the world ("Comemos a comida, Bebemos o vinho, Todo mundo se divertindo, Exceto você, Você estava falando sobre o fim do mundo") eram como se Bono estivesse "beijando uma ex-amante em uma festa". A Rolling Stone elogiou o estilo que The Edge toca na canção, dizendo que "ele sempre fez uso inspirado de dispositivos como eco e reverb" e "suas lavagens brilhantes de cores" na canção são instantaneamente reconhecíveis. O The Austin Chronicle destacou o "turno sísmico de Larry Mullen Jr." na canção, como um dos três momentos no álbum onde a banda nunca soou melhor.

## Performances ao vivo

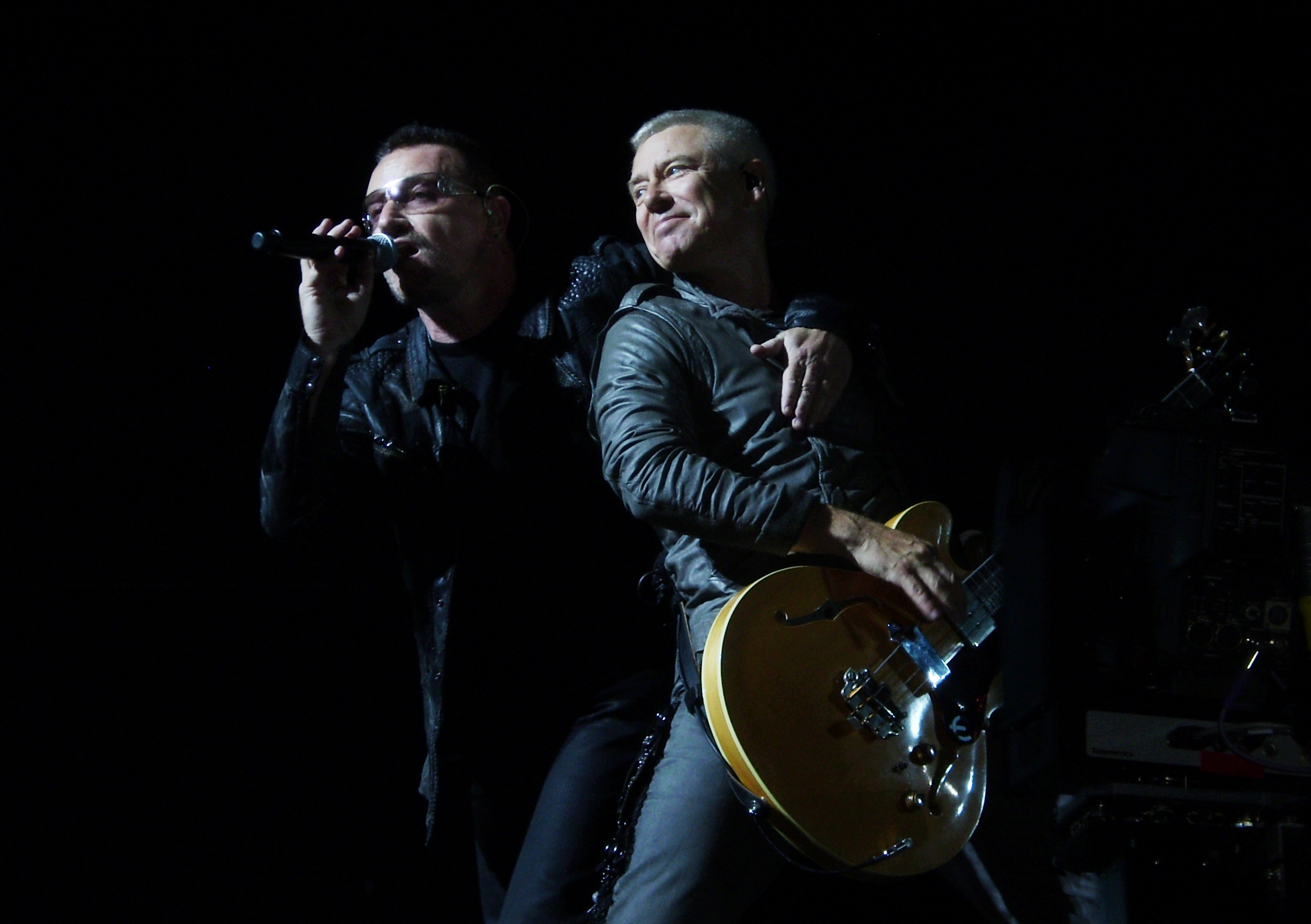
Bono e Adam Clayton, durante uma performance de "Until the End of the World" em Toronto, na U2 360° Tour.

É a 11ª canção mais tocada pelo U2 em concertos, e foi tocado em todas as turnês do U2 desde que estreou na turnê Zoo TV Tour. A canção frequentemente segue depois de "New Year's Day". Só até a terceira etapa da turnê Vertigo Tour, que não foi regularmente garantida uma posição no setlist, tendo aparecido ocasionalmente como parte do bis Zoo TV. Pela quarta e quinta etapa, assegurou uma posição conjunta regular que ocupou no passado das turnês (antes de "New Year's Day"). Ele foi tocado em uma cerimônia de premiação, quando o U2 ganhou o "Prêmio de Contribuição para a Música" no Brit Awards, em 2001, junto com as canções "Beautiful Day", "One" e "Mysterious Ways". Também foi realizada quando a banda foi incluída no Rock and Roll Hall of Fame em 2005.
Ele apareceu nos filmes-concerto Zoo TV: Live from Sydney (1994), Popmart: Live from Mexico City (1998), Elevation 2001: Live from Boston (2001), U2 Go Home: Live from Slane Castle (2003) e U2 360° at the Rose Bowl (2010). Ele também apareceu nas versões de CD e DVD do greatest hits The Best of 1990-2000 (2002). Ele foi destaque (em uma versão diferente) na trilha sonora do filme Until the End of the World e também (mais uma vez em uma versão diferente) no filme Entropy (1999). Uma performance ao vivo, dedicado a Freddie Mercury, foi mostrado em Wembley via satélite para o The Freddie Mercury Tribute Concert (1992).
Houve um vídeo criado para esta canção, que apareceu no lançamento em vídeo de Achtung Baby: The Videos, The Cameos, and A Whole Lot of Interference from Zoo TV (1992). No entanto, ele nunca foi lançado publicamente. Houve também um vídeo ao vivo composta de imagens de duas apresentações na etapa Outside Broadcast da Zoo TV Tour, a partir de Yankee Stadium e Houston, que apareceu em The Best of 1990-2000 DVD (2002).
The Edge usa uma Gibson Les Paul para tocar a canção. Na Zoo TV Tour, ele usou a Les Paul Custom. Na Popmart Tour, Elevation Tour e Vertigo Tour, ele usou a Les Paul Standard Goldtop.

## Lista de faixas
A canção foi escrita e composta por U2, com letras de Bono.
- Promoção nos Estados Unidos[9]

1. "Until the End of the World" – 4:39

## Paradas e posições
| País/Parada (1992)                 | Melhor posição |
| ---------------------------------- | -------------- |
| Canadá (RPM Top 100 Singles)       | 69             |
| Estados Unidos (Alternative Songs) | 4              |

## Pessoal
- Produção – Daniel Lanois, Brian Eno
- Engenharia de áudio – Flood
- Engenharia adicional – Robbie Adams
- Assistente de engenharia – Shannon Strong
- Mixagem – Flood e Daniel Lanois
- Assistente de mixagem – Shannon Strong
- Percussão adicional – Daniel Lanois